# Замбоси
Замбоси (шп. zambos) су потомци из мешовитих бракова Индијанаца и Афроамериканаца у земљама средње и Јужне Америке. Процењује се да их има око 800.000, а говоре шпански и португалски језик. По вероисповести су римокатолици и једним делом протестанти.